# Colpotrochia unifasciata
Colpotrochia unifasciata là một loài tò vò trong họ Ichneumonidae.